# Lía Jelín
Lía Jelín (Buenos Aires, 18 de diciembre de 1934) es una actriz, bailarina, coreógrafa y directora de teatro argentina que ha desarrollado una extensa carrera artística.

## Formación
1960: Estudió danza en Israel, en la escuela de Martha Graham.

1960: Estudió Composición Coreográfica con el compositor Josef Tal.

1962-1971: Estudió Danza Moderna con Renate Schottelius.

1971-1976: Estudió Actuación con Beatriz Matar, con Antonio Mónaco, y cursos esporádicos con Augusto Fernández.

COMO BAILARINA:
1960: Bailarina en el Grupo de Solistas de Dore Hoyer en el Teatro Argentino de La Plata junto a Susana Ibáñez, Iris Scaccheri y Óscar Araiz.

1961: Bailarina en Amigos de la Danza.

1962: Bailarina en “Buenas Noches, Carina”, con Ana María Campoy, José Cibrián y Enrique Serrano.

1963: Bailarina Solista en “Kiss Me Kate”, junto a Óscar Araiz.

1964: Bailarina en diversos espectáculos en la Compañía Independiente que formábamos con Óscar Araiz.

1967: Bailarina protagónica de “El niño y los sortilegios”, de Ravel-Labat.

1967: Bailarina en “Crash”, de Óscar Araiz, en el Instituto Di Tella.

1969-1972: Bailarina del Grupo de Danza Moderna del Teatro Municipal San Martín.

COMO COREÓGRAFA
1962: “Petit Hotel”, en La Carpa de Petrone, con la dirección de Carlos Gandolfo.

1965: “Volpone”, de Ben Johnson, con la dirección de Osvaldo Calatayud.

1965: “Robin Hood”, con Arturo Puig, en el Teatro Lasalle.

1975: La ópera “Hansel y Gretel”, con dirección de Osvaldo Bonnet, en el Teatro Argentino de la Plata.

1968-1970: Diversos films con Luis Sandrini y otros, tales como “Los gauchos judíos”; puestas para shows y comerciales de TV.

COMO PUESTISTA:
1968: "Viet-rock", de Megan Terry, codirigida con Jaime Kogan, en el Teatro Payró.
 
1971: "Juan Moreira Supershow", de Pedro Orgambide y Jorge Schussheim, -dirigida con Alfredo Zemma, en el Teatro del Centro.

COMO DIRECTORA:
1968: Puesta en escena de “Vier-Rock”, de Megan Terry, en el Teatro Payró.

1972: Puesta en escena de “Juan Moreira Supershow”, de Pedro Orgambide y Jorge Schussheim, en el Teatro del Centro.

1973: Creación y dirección de "El gran soñador", premio Fondo Nacional de las Artes.

1975: "Hello, Tato", con Tato Bores, en el Teatro Estrellas, comedia musical de Jorge Schussheim.

1976: “Pobre Tato”, en el Teatro del Globo, con el mismo protagonista y el mismo autor.

1976: “Cien años de canciones italianas” en el Teatro Coliseo.

1980: "El Club", de A. Whitman.

1986: “Class Enemy”, de Nigel Williams.

1993: "Páginas escogidas", de diversos autores, en La Plaza.

1993: “Extrañas figuras”, de Carlos Pais, en La Plaza.

1996: "Varietéi", un espectáculo sobre el viejo vaudeville judío.

1996: “La hija de..." un unipersonal con Marina Borensztein.

1996: “Confesiones de mujeres de 30”, de siete autoras brasileñas. Premio ACE al mejor espectáculo de humor.

1997: “Los caballeros”, de Aristófanes.

1998: “Maní con chocolate”, con Ana María Bovo, Premio ACE al Mejor Unipersonal.

1998: “Confesiones de mujeres de 30” en México.

1998: “Kvetch”, de Steven Berkoff, en la Fundación Banco Patricios.

1999: "Nosotras que nos queremos tanto", en México D.F., del brasileño Miguel Falabella.

2000: “Adolesce, que no es poco”, de Domingo de Oliveira.

2001: “Los Locos de la reina”, de Jacques Rampal.

2001: “Confesiones de mujeres de 30” en Santiago de Chile.

2001: “Todos tenemos problemas (sexuales)”, de Alberto Goldin y Domingo de Oliveira, en Santiago de Chile.

2001: “Monólogos de la vagina”, de Eve Ensler en La Plaza.

2002: “Confesiones de mujeres de 30” en España.

2003: “Aryentains”, sobre textos de Roberto Fontanarrosa.

2003: “Paradero desconocido”, de Katherine Graham.

2004: “Shakespeare comprimido”, de la Reduced Shakespeare Company, en el Teatro Maipo.

2005: “De cirujas, putas y suicidas”, sobre textos de Roberto Cossa, Marta Degracia, Carlos Pais y Roberto Perinelli, en el Teatro del Pueblo.

2006: “Orgasmos”, de Dan Israely, en Santiago de Chile.

2007: “Aryentains 2”, sobre textos de Roberto Fontanarrosa.

2007: “El día que Nietzsche lloró”, sobre la novela homónima de Irving Yalom.

2008: “Canción de cuna para despertar a un marido”, de Roberto Lumbreras Blanco en el Teatro Nacional Cervantes.

2009: “El cavernícola”, de Rob Becker, en el Multiteatro.

2009: “El Principito”, de Antoine de Saint-Exupery, en el Planetario de la Ciudad Autónoma de Buenos Aires.

2010: “El alma inmoral”, de Nilton Bonder, en el Teatro Payró.

2010: “Mujeres terribles” de Monteiro y Uriarte, en el Centro General San Martín.

2010: “Toc toc”, de Laurent Baffie, en México D.F.

2011: "Toc toc", de Laurent Baffie, en el Multiteatro, Buenos Aires.

2011: "El rey se muere", de Eugène Ionesco, en el Centro Cultural de la Cooperación, Buenos Aires.

2012: “El cabaret de los hombres perdidos”, en el Moliere.

2013: “El Placard”, en el Lola Membrives.

2014: “Dios mío”, de Anat Gov. en el Multiteatro.

2015: “Los bonobos”, de Laurent Baffie, en México D.F.

2016: “Desesperados”, de Fernand Ceylao, en el teatro Buenos Aires.

2017: “Otro estilo de vida”, de Noel Coward, en el Tabarís.

2018: “Confesiones de mujeres de 30”, de Domingo de Oliveira, en el teatro Buenos Aires.

2018: Reposición de Toc toc en México D.F.

2019: “Buena presencia”, de Victor Winer, en el Teatro de la Comedia.

2019: “No a la guita”, de Flavia Coste, en el Tabarís.

COMO ACTRIZ:
1965–1968: dirigió y actuó en “Los líos de Lía” y “Cuentos cambiados”, audiciones televisivas infantiles.

1980: Coprotagonista de Tato Bores en su ciclo televisivo, en el rol de Berta.

1983: "9.º B" (Request Concert), de Franz Xavier Kroetz, nominada al Premio Moliere.

1989-1990: Coprotagonista, junto a Iris Marga y Marilú Marini, de "Famille d' Artistes", de Kado Kostzer y Alfredo Rodríguez Arias, en París y otras doce ciudades francesas.
 
1991: “Familia de artistas”, de los mismos autores, Teatro Maipo.

PREMIOS:
Tres premios ACE a los mejores espectáculos de humor. “Confesiones de mujeres de 30, Aryentains y Shakespeare comprimido”.

Premio Trinidad Guevara y Premio Florencio Sánchez, por “Paradero desconocido”.

Premio Fondo de las Artes, por “El gran soñador”.

En 2017 recibió el Premio Shakespeare otorgado por la Fundación Romeo y por la Embajada Británica en Argentina.

## Trayectoria
Es muy frecuentemente consultada sobre sus profundos conocimientos de la concepción expresionsta del espacio. Es la creadora de la Danza Teatro con El Gran Soñador, en 1973.

## Filmografía
Directora
- Ya no hay hombres (1991).

## Teatro
Puesta en escena
- Viet rock

Directora
- Mujeres terribles
- El alma inmoral
- Paradero desconocido
- Relojero
- El cavernícola
- Monólogos de la vagina
- Canción de cuna para un marido en coma
- El día que Nietzsche lloró
- Rosa Fontana Peinados
- Áryentains 2
- De cirujas, putas y suicidas
- Paradero desconocido
- Aryentains
- Florecer en otoño
- Los locos de la reina
- Kvetch
- El gran soñador

Productora
- Gotas que caen sobre rocas calientes

Intérprete
- 9.º B
- Fedra
- Odi et amo
- Los millones de Orofino
- Casa de puertas

Coreógrafa
- El rincón de las niñas
- Antígona
- Las mil y una Nachas

Bailarina
- Crash
- Ballet del Teatro San Martín
- Ciudad nuestra Buenos Aires

## Premios
- Premios VOS por Toc Toc
- Premio ACE por Confesiones de mujeres de 30
- Premio ACE por Aryentains
- Premio ACE Shakespeare comprimido
- Premio Trinidad Guevara por Paradero desconocido
- Premio Florencio Sánchez por Paradero desconocido
- Premio Fondo de las Artes, por El gran soñador